# Charles Edward Kemp
Charles Edward Kemp (Manchester, 18 novembre 1901 – Manchester, 9 novembre 1986) è stato un compositore di scacchi britannico.
Compose oltre 600 problemi, molti dei quali di aiutomatto e Fairy (con pezzi eterodossi). Collaborò spesso con Thomas Rayner Dawson nella redazione della rivista Fairy Chess Review, fondata da quest'ultimo..
Insieme a Karl Fabel scrisse il libro Schach ohne Grenzen ("Scacchi senza confini"), Walter Rau Verlag, Düsseldorf, 1969.
Nel secondo problema riportato sotto compare il pezzo eterodosso detto Grillo ("Grasshopper" in inglese, rappresentato da una Donna capovolta). Si ricorda che questo pezzo muove lungo le colonne o diagonali, ma solo saltando un pezzo (di entrambi i colori) e completando la mossa nella casa successiva; se vi si trova un pezzo avversario lo cattura. In ogni caso anche senza muovere esercita un'azione su tale casa. Il Grillo nero in c4, per esempio, può fare solo cinque mosse: c4-c2, c4xe4, c4-c7, c4-f7 e c4-f1; in tutte le case di arrivo non dà scacco al Re bianco. 
|   | a | b | c | d | e | f | g | h |   |
| 8 | d8 alfiere del nero · e7 pedone del nero · b6 pedone del nero · c6 donna del bianco · e6 pedone del nero · b5 pedone del nero · e5 re del nero · f5 cavallo del bianco · g5 alfiere del bianco · a4 alfiere del nero · b4 pedone del bianco · c4 pedone del bianco · g4 pedone del bianco · h4 pedone del nero · h3 torre del bianco · d2 cavallo del bianco · e2 torre del nero · f2 pedone del nero · e1 cavallo del nero · f1 re del bianco | d8 alfiere del nero · e7 pedone del nero · b6 pedone del nero · c6 donna del bianco · e6 pedone del nero · b5 pedone del nero · e5 re del nero · f5 cavallo del bianco · g5 alfiere del bianco · a4 alfiere del nero · b4 pedone del bianco · c4 pedone del bianco · g4 pedone del bianco · h4 pedone del nero · h3 torre del bianco · d2 cavallo del bianco · e2 torre del nero · f2 pedone del nero · e1 cavallo del nero · f1 re del bianco | d8 alfiere del nero · e7 pedone del nero · b6 pedone del nero · c6 donna del bianco · e6 pedone del nero · b5 pedone del nero · e5 re del nero · f5 cavallo del bianco · g5 alfiere del bianco · a4 alfiere del nero · b4 pedone del bianco · c4 pedone del bianco · g4 pedone del bianco · h4 pedone del nero · h3 torre del bianco · d2 cavallo del bianco · e2 torre del nero · f2 pedone del nero · e1 cavallo del nero · f1 re del bianco | d8 alfiere del nero · e7 pedone del nero · b6 pedone del nero · c6 donna del bianco · e6 pedone del nero · b5 pedone del nero · e5 re del nero · f5 cavallo del bianco · g5 alfiere del bianco · a4 alfiere del nero · b4 pedone del bianco · c4 pedone del bianco · g4 pedone del bianco · h4 pedone del nero · h3 torre del bianco · d2 cavallo del bianco · e2 torre del nero · f2 pedone del nero · e1 cavallo del nero · f1 re del bianco | d8 alfiere del nero · e7 pedone del nero · b6 pedone del nero · c6 donna del bianco · e6 pedone del nero · b5 pedone del nero · e5 re del nero · f5 cavallo del bianco · g5 alfiere del bianco · a4 alfiere del nero · b4 pedone del bianco · c4 pedone del bianco · g4 pedone del bianco · h4 pedone del nero · h3 torre del bianco · d2 cavallo del bianco · e2 torre del nero · f2 pedone del nero · e1 cavallo del nero · f1 re del bianco | d8 alfiere del nero · e7 pedone del nero · b6 pedone del nero · c6 donna del bianco · e6 pedone del nero · b5 pedone del nero · e5 re del nero · f5 cavallo del bianco · g5 alfiere del bianco · a4 alfiere del nero · b4 pedone del bianco · c4 pedone del bianco · g4 pedone del bianco · h4 pedone del nero · h3 torre del bianco · d2 cavallo del bianco · e2 torre del nero · f2 pedone del nero · e1 cavallo del nero · f1 re del bianco | d8 alfiere del nero · e7 pedone del nero · b6 pedone del nero · c6 donna del bianco · e6 pedone del nero · b5 pedone del nero · e5 re del nero · f5 cavallo del bianco · g5 alfiere del bianco · a4 alfiere del nero · b4 pedone del bianco · c4 pedone del bianco · g4 pedone del bianco · h4 pedone del nero · h3 torre del bianco · d2 cavallo del bianco · e2 torre del nero · f2 pedone del nero · e1 cavallo del nero · f1 re del bianco | d8 alfiere del nero · e7 pedone del nero · b6 pedone del nero · c6 donna del bianco · e6 pedone del nero · b5 pedone del nero · e5 re del nero · f5 cavallo del bianco · g5 alfiere del bianco · a4 alfiere del nero · b4 pedone del bianco · c4 pedone del bianco · g4 pedone del bianco · h4 pedone del nero · h3 torre del bianco · d2 cavallo del bianco · e2 torre del nero · f2 pedone del nero · e1 cavallo del nero · f1 re del bianco | 8 |
| 7 | d8 alfiere del nero · e7 pedone del nero · b6 pedone del nero · c6 donna del bianco · e6 pedone del nero · b5 pedone del nero · e5 re del nero · f5 cavallo del bianco · g5 alfiere del bianco · a4 alfiere del nero · b4 pedone del bianco · c4 pedone del bianco · g4 pedone del bianco · h4 pedone del nero · h3 torre del bianco · d2 cavallo del bianco · e2 torre del nero · f2 pedone del nero · e1 cavallo del nero · f1 re del bianco | d8 alfiere del nero · e7 pedone del nero · b6 pedone del nero · c6 donna del bianco · e6 pedone del nero · b5 pedone del nero · e5 re del nero · f5 cavallo del bianco · g5 alfiere del bianco · a4 alfiere del nero · b4 pedone del bianco · c4 pedone del bianco · g4 pedone del bianco · h4 pedone del nero · h3 torre del bianco · d2 cavallo del bianco · e2 torre del nero · f2 pedone del nero · e1 cavallo del nero · f1 re del bianco | d8 alfiere del nero · e7 pedone del nero · b6 pedone del nero · c6 donna del bianco · e6 pedone del nero · b5 pedone del nero · e5 re del nero · f5 cavallo del bianco · g5 alfiere del bianco · a4 alfiere del nero · b4 pedone del bianco · c4 pedone del bianco · g4 pedone del bianco · h4 pedone del nero · h3 torre del bianco · d2 cavallo del bianco · e2 torre del nero · f2 pedone del nero · e1 cavallo del nero · f1 re del bianco | d8 alfiere del nero · e7 pedone del nero · b6 pedone del nero · c6 donna del bianco · e6 pedone del nero · b5 pedone del nero · e5 re del nero · f5 cavallo del bianco · g5 alfiere del bianco · a4 alfiere del nero · b4 pedone del bianco · c4 pedone del bianco · g4 pedone del bianco · h4 pedone del nero · h3 torre del bianco · d2 cavallo del bianco · e2 torre del nero · f2 pedone del nero · e1 cavallo del nero · f1 re del bianco | d8 alfiere del nero · e7 pedone del nero · b6 pedone del nero · c6 donna del bianco · e6 pedone del nero · b5 pedone del nero · e5 re del nero · f5 cavallo del bianco · g5 alfiere del bianco · a4 alfiere del nero · b4 pedone del bianco · c4 pedone del bianco · g4 pedone del bianco · h4 pedone del nero · h3 torre del bianco · d2 cavallo del bianco · e2 torre del nero · f2 pedone del nero · e1 cavallo del nero · f1 re del bianco | d8 alfiere del nero · e7 pedone del nero · b6 pedone del nero · c6 donna del bianco · e6 pedone del nero · b5 pedone del nero · e5 re del nero · f5 cavallo del bianco · g5 alfiere del bianco · a4 alfiere del nero · b4 pedone del bianco · c4 pedone del bianco · g4 pedone del bianco · h4 pedone del nero · h3 torre del bianco · d2 cavallo del bianco · e2 torre del nero · f2 pedone del nero · e1 cavallo del nero · f1 re del bianco | d8 alfiere del nero · e7 pedone del nero · b6 pedone del nero · c6 donna del bianco · e6 pedone del nero · b5 pedone del nero · e5 re del nero · f5 cavallo del bianco · g5 alfiere del bianco · a4 alfiere del nero · b4 pedone del bianco · c4 pedone del bianco · g4 pedone del bianco · h4 pedone del nero · h3 torre del bianco · d2 cavallo del bianco · e2 torre del nero · f2 pedone del nero · e1 cavallo del nero · f1 re del bianco | d8 alfiere del nero · e7 pedone del nero · b6 pedone del nero · c6 donna del bianco · e6 pedone del nero · b5 pedone del nero · e5 re del nero · f5 cavallo del bianco · g5 alfiere del bianco · a4 alfiere del nero · b4 pedone del bianco · c4 pedone del bianco · g4 pedone del bianco · h4 pedone del nero · h3 torre del bianco · d2 cavallo del bianco · e2 torre del nero · f2 pedone del nero · e1 cavallo del nero · f1 re del bianco | 7 |
| 6 | d8 alfiere del nero · e7 pedone del nero · b6 pedone del nero · c6 donna del bianco · e6 pedone del nero · b5 pedone del nero · e5 re del nero · f5 cavallo del bianco · g5 alfiere del bianco · a4 alfiere del nero · b4 pedone del bianco · c4 pedone del bianco · g4 pedone del bianco · h4 pedone del nero · h3 torre del bianco · d2 cavallo del bianco · e2 torre del nero · f2 pedone del nero · e1 cavallo del nero · f1 re del bianco | d8 alfiere del nero · e7 pedone del nero · b6 pedone del nero · c6 donna del bianco · e6 pedone del nero · b5 pedone del nero · e5 re del nero · f5 cavallo del bianco · g5 alfiere del bianco · a4 alfiere del nero · b4 pedone del bianco · c4 pedone del bianco · g4 pedone del bianco · h4 pedone del nero · h3 torre del bianco · d2 cavallo del bianco · e2 torre del nero · f2 pedone del nero · e1 cavallo del nero · f1 re del bianco | d8 alfiere del nero · e7 pedone del nero · b6 pedone del nero · c6 donna del bianco · e6 pedone del nero · b5 pedone del nero · e5 re del nero · f5 cavallo del bianco · g5 alfiere del bianco · a4 alfiere del nero · b4 pedone del bianco · c4 pedone del bianco · g4 pedone del bianco · h4 pedone del nero · h3 torre del bianco · d2 cavallo del bianco · e2 torre del nero · f2 pedone del nero · e1 cavallo del nero · f1 re del bianco | d8 alfiere del nero · e7 pedone del nero · b6 pedone del nero · c6 donna del bianco · e6 pedone del nero · b5 pedone del nero · e5 re del nero · f5 cavallo del bianco · g5 alfiere del bianco · a4 alfiere del nero · b4 pedone del bianco · c4 pedone del bianco · g4 pedone del bianco · h4 pedone del nero · h3 torre del bianco · d2 cavallo del bianco · e2 torre del nero · f2 pedone del nero · e1 cavallo del nero · f1 re del bianco | d8 alfiere del nero · e7 pedone del nero · b6 pedone del nero · c6 donna del bianco · e6 pedone del nero · b5 pedone del nero · e5 re del nero · f5 cavallo del bianco · g5 alfiere del bianco · a4 alfiere del nero · b4 pedone del bianco · c4 pedone del bianco · g4 pedone del bianco · h4 pedone del nero · h3 torre del bianco · d2 cavallo del bianco · e2 torre del nero · f2 pedone del nero · e1 cavallo del nero · f1 re del bianco | d8 alfiere del nero · e7 pedone del nero · b6 pedone del nero · c6 donna del bianco · e6 pedone del nero · b5 pedone del nero · e5 re del nero · f5 cavallo del bianco · g5 alfiere del bianco · a4 alfiere del nero · b4 pedone del bianco · c4 pedone del bianco · g4 pedone del bianco · h4 pedone del nero · h3 torre del bianco · d2 cavallo del bianco · e2 torre del nero · f2 pedone del nero · e1 cavallo del nero · f1 re del bianco | d8 alfiere del nero · e7 pedone del nero · b6 pedone del nero · c6 donna del bianco · e6 pedone del nero · b5 pedone del nero · e5 re del nero · f5 cavallo del bianco · g5 alfiere del bianco · a4 alfiere del nero · b4 pedone del bianco · c4 pedone del bianco · g4 pedone del bianco · h4 pedone del nero · h3 torre del bianco · d2 cavallo del bianco · e2 torre del nero · f2 pedone del nero · e1 cavallo del nero · f1 re del bianco | d8 alfiere del nero · e7 pedone del nero · b6 pedone del nero · c6 donna del bianco · e6 pedone del nero · b5 pedone del nero · e5 re del nero · f5 cavallo del bianco · g5 alfiere del bianco · a4 alfiere del nero · b4 pedone del bianco · c4 pedone del bianco · g4 pedone del bianco · h4 pedone del nero · h3 torre del bianco · d2 cavallo del bianco · e2 torre del nero · f2 pedone del nero · e1 cavallo del nero · f1 re del bianco | 6 |
| 5 | d8 alfiere del nero · e7 pedone del nero · b6 pedone del nero · c6 donna del bianco · e6 pedone del nero · b5 pedone del nero · e5 re del nero · f5 cavallo del bianco · g5 alfiere del bianco · a4 alfiere del nero · b4 pedone del bianco · c4 pedone del bianco · g4 pedone del bianco · h4 pedone del nero · h3 torre del bianco · d2 cavallo del bianco · e2 torre del nero · f2 pedone del nero · e1 cavallo del nero · f1 re del bianco | d8 alfiere del nero · e7 pedone del nero · b6 pedone del nero · c6 donna del bianco · e6 pedone del nero · b5 pedone del nero · e5 re del nero · f5 cavallo del bianco · g5 alfiere del bianco · a4 alfiere del nero · b4 pedone del bianco · c4 pedone del bianco · g4 pedone del bianco · h4 pedone del nero · h3 torre del bianco · d2 cavallo del bianco · e2 torre del nero · f2 pedone del nero · e1 cavallo del nero · f1 re del bianco | d8 alfiere del nero · e7 pedone del nero · b6 pedone del nero · c6 donna del bianco · e6 pedone del nero · b5 pedone del nero · e5 re del nero · f5 cavallo del bianco · g5 alfiere del bianco · a4 alfiere del nero · b4 pedone del bianco · c4 pedone del bianco · g4 pedone del bianco · h4 pedone del nero · h3 torre del bianco · d2 cavallo del bianco · e2 torre del nero · f2 pedone del nero · e1 cavallo del nero · f1 re del bianco | d8 alfiere del nero · e7 pedone del nero · b6 pedone del nero · c6 donna del bianco · e6 pedone del nero · b5 pedone del nero · e5 re del nero · f5 cavallo del bianco · g5 alfiere del bianco · a4 alfiere del nero · b4 pedone del bianco · c4 pedone del bianco · g4 pedone del bianco · h4 pedone del nero · h3 torre del bianco · d2 cavallo del bianco · e2 torre del nero · f2 pedone del nero · e1 cavallo del nero · f1 re del bianco | d8 alfiere del nero · e7 pedone del nero · b6 pedone del nero · c6 donna del bianco · e6 pedone del nero · b5 pedone del nero · e5 re del nero · f5 cavallo del bianco · g5 alfiere del bianco · a4 alfiere del nero · b4 pedone del bianco · c4 pedone del bianco · g4 pedone del bianco · h4 pedone del nero · h3 torre del bianco · d2 cavallo del bianco · e2 torre del nero · f2 pedone del nero · e1 cavallo del nero · f1 re del bianco | d8 alfiere del nero · e7 pedone del nero · b6 pedone del nero · c6 donna del bianco · e6 pedone del nero · b5 pedone del nero · e5 re del nero · f5 cavallo del bianco · g5 alfiere del bianco · a4 alfiere del nero · b4 pedone del bianco · c4 pedone del bianco · g4 pedone del bianco · h4 pedone del nero · h3 torre del bianco · d2 cavallo del bianco · e2 torre del nero · f2 pedone del nero · e1 cavallo del nero · f1 re del bianco | d8 alfiere del nero · e7 pedone del nero · b6 pedone del nero · c6 donna del bianco · e6 pedone del nero · b5 pedone del nero · e5 re del nero · f5 cavallo del bianco · g5 alfiere del bianco · a4 alfiere del nero · b4 pedone del bianco · c4 pedone del bianco · g4 pedone del bianco · h4 pedone del nero · h3 torre del bianco · d2 cavallo del bianco · e2 torre del nero · f2 pedone del nero · e1 cavallo del nero · f1 re del bianco | d8 alfiere del nero · e7 pedone del nero · b6 pedone del nero · c6 donna del bianco · e6 pedone del nero · b5 pedone del nero · e5 re del nero · f5 cavallo del bianco · g5 alfiere del bianco · a4 alfiere del nero · b4 pedone del bianco · c4 pedone del bianco · g4 pedone del bianco · h4 pedone del nero · h3 torre del bianco · d2 cavallo del bianco · e2 torre del nero · f2 pedone del nero · e1 cavallo del nero · f1 re del bianco | 5 |
| 4 | d8 alfiere del nero · e7 pedone del nero · b6 pedone del nero · c6 donna del bianco · e6 pedone del nero · b5 pedone del nero · e5 re del nero · f5 cavallo del bianco · g5 alfiere del bianco · a4 alfiere del nero · b4 pedone del bianco · c4 pedone del bianco · g4 pedone del bianco · h4 pedone del nero · h3 torre del bianco · d2 cavallo del bianco · e2 torre del nero · f2 pedone del nero · e1 cavallo del nero · f1 re del bianco | d8 alfiere del nero · e7 pedone del nero · b6 pedone del nero · c6 donna del bianco · e6 pedone del nero · b5 pedone del nero · e5 re del nero · f5 cavallo del bianco · g5 alfiere del bianco · a4 alfiere del nero · b4 pedone del bianco · c4 pedone del bianco · g4 pedone del bianco · h4 pedone del nero · h3 torre del bianco · d2 cavallo del bianco · e2 torre del nero · f2 pedone del nero · e1 cavallo del nero · f1 re del bianco | d8 alfiere del nero · e7 pedone del nero · b6 pedone del nero · c6 donna del bianco · e6 pedone del nero · b5 pedone del nero · e5 re del nero · f5 cavallo del bianco · g5 alfiere del bianco · a4 alfiere del nero · b4 pedone del bianco · c4 pedone del bianco · g4 pedone del bianco · h4 pedone del nero · h3 torre del bianco · d2 cavallo del bianco · e2 torre del nero · f2 pedone del nero · e1 cavallo del nero · f1 re del bianco | d8 alfiere del nero · e7 pedone del nero · b6 pedone del nero · c6 donna del bianco · e6 pedone del nero · b5 pedone del nero · e5 re del nero · f5 cavallo del bianco · g5 alfiere del bianco · a4 alfiere del nero · b4 pedone del bianco · c4 pedone del bianco · g4 pedone del bianco · h4 pedone del nero · h3 torre del bianco · d2 cavallo del bianco · e2 torre del nero · f2 pedone del nero · e1 cavallo del nero · f1 re del bianco | d8 alfiere del nero · e7 pedone del nero · b6 pedone del nero · c6 donna del bianco · e6 pedone del nero · b5 pedone del nero · e5 re del nero · f5 cavallo del bianco · g5 alfiere del bianco · a4 alfiere del nero · b4 pedone del bianco · c4 pedone del bianco · g4 pedone del bianco · h4 pedone del nero · h3 torre del bianco · d2 cavallo del bianco · e2 torre del nero · f2 pedone del nero · e1 cavallo del nero · f1 re del bianco | d8 alfiere del nero · e7 pedone del nero · b6 pedone del nero · c6 donna del bianco · e6 pedone del nero · b5 pedone del nero · e5 re del nero · f5 cavallo del bianco · g5 alfiere del bianco · a4 alfiere del nero · b4 pedone del bianco · c4 pedone del bianco · g4 pedone del bianco · h4 pedone del nero · h3 torre del bianco · d2 cavallo del bianco · e2 torre del nero · f2 pedone del nero · e1 cavallo del nero · f1 re del bianco | d8 alfiere del nero · e7 pedone del nero · b6 pedone del nero · c6 donna del bianco · e6 pedone del nero · b5 pedone del nero · e5 re del nero · f5 cavallo del bianco · g5 alfiere del bianco · a4 alfiere del nero · b4 pedone del bianco · c4 pedone del bianco · g4 pedone del bianco · h4 pedone del nero · h3 torre del bianco · d2 cavallo del bianco · e2 torre del nero · f2 pedone del nero · e1 cavallo del nero · f1 re del bianco | d8 alfiere del nero · e7 pedone del nero · b6 pedone del nero · c6 donna del bianco · e6 pedone del nero · b5 pedone del nero · e5 re del nero · f5 cavallo del bianco · g5 alfiere del bianco · a4 alfiere del nero · b4 pedone del bianco · c4 pedone del bianco · g4 pedone del bianco · h4 pedone del nero · h3 torre del bianco · d2 cavallo del bianco · e2 torre del nero · f2 pedone del nero · e1 cavallo del nero · f1 re del bianco | 4 |
| 3 | d8 alfiere del nero · e7 pedone del nero · b6 pedone del nero · c6 donna del bianco · e6 pedone del nero · b5 pedone del nero · e5 re del nero · f5 cavallo del bianco · g5 alfiere del bianco · a4 alfiere del nero · b4 pedone del bianco · c4 pedone del bianco · g4 pedone del bianco · h4 pedone del nero · h3 torre del bianco · d2 cavallo del bianco · e2 torre del nero · f2 pedone del nero · e1 cavallo del nero · f1 re del bianco | d8 alfiere del nero · e7 pedone del nero · b6 pedone del nero · c6 donna del bianco · e6 pedone del nero · b5 pedone del nero · e5 re del nero · f5 cavallo del bianco · g5 alfiere del bianco · a4 alfiere del nero · b4 pedone del bianco · c4 pedone del bianco · g4 pedone del bianco · h4 pedone del nero · h3 torre del bianco · d2 cavallo del bianco · e2 torre del nero · f2 pedone del nero · e1 cavallo del nero · f1 re del bianco | d8 alfiere del nero · e7 pedone del nero · b6 pedone del nero · c6 donna del bianco · e6 pedone del nero · b5 pedone del nero · e5 re del nero · f5 cavallo del bianco · g5 alfiere del bianco · a4 alfiere del nero · b4 pedone del bianco · c4 pedone del bianco · g4 pedone del bianco · h4 pedone del nero · h3 torre del bianco · d2 cavallo del bianco · e2 torre del nero · f2 pedone del nero · e1 cavallo del nero · f1 re del bianco | d8 alfiere del nero · e7 pedone del nero · b6 pedone del nero · c6 donna del bianco · e6 pedone del nero · b5 pedone del nero · e5 re del nero · f5 cavallo del bianco · g5 alfiere del bianco · a4 alfiere del nero · b4 pedone del bianco · c4 pedone del bianco · g4 pedone del bianco · h4 pedone del nero · h3 torre del bianco · d2 cavallo del bianco · e2 torre del nero · f2 pedone del nero · e1 cavallo del nero · f1 re del bianco | d8 alfiere del nero · e7 pedone del nero · b6 pedone del nero · c6 donna del bianco · e6 pedone del nero · b5 pedone del nero · e5 re del nero · f5 cavallo del bianco · g5 alfiere del bianco · a4 alfiere del nero · b4 pedone del bianco · c4 pedone del bianco · g4 pedone del bianco · h4 pedone del nero · h3 torre del bianco · d2 cavallo del bianco · e2 torre del nero · f2 pedone del nero · e1 cavallo del nero · f1 re del bianco | d8 alfiere del nero · e7 pedone del nero · b6 pedone del nero · c6 donna del bianco · e6 pedone del nero · b5 pedone del nero · e5 re del nero · f5 cavallo del bianco · g5 alfiere del bianco · a4 alfiere del nero · b4 pedone del bianco · c4 pedone del bianco · g4 pedone del bianco · h4 pedone del nero · h3 torre del bianco · d2 cavallo del bianco · e2 torre del nero · f2 pedone del nero · e1 cavallo del nero · f1 re del bianco | d8 alfiere del nero · e7 pedone del nero · b6 pedone del nero · c6 donna del bianco · e6 pedone del nero · b5 pedone del nero · e5 re del nero · f5 cavallo del bianco · g5 alfiere del bianco · a4 alfiere del nero · b4 pedone del bianco · c4 pedone del bianco · g4 pedone del bianco · h4 pedone del nero · h3 torre del bianco · d2 cavallo del bianco · e2 torre del nero · f2 pedone del nero · e1 cavallo del nero · f1 re del bianco | d8 alfiere del nero · e7 pedone del nero · b6 pedone del nero · c6 donna del bianco · e6 pedone del nero · b5 pedone del nero · e5 re del nero · f5 cavallo del bianco · g5 alfiere del bianco · a4 alfiere del nero · b4 pedone del bianco · c4 pedone del bianco · g4 pedone del bianco · h4 pedone del nero · h3 torre del bianco · d2 cavallo del bianco · e2 torre del nero · f2 pedone del nero · e1 cavallo del nero · f1 re del bianco | 3 |
| 2 | d8 alfiere del nero · e7 pedone del nero · b6 pedone del nero · c6 donna del bianco · e6 pedone del nero · b5 pedone del nero · e5 re del nero · f5 cavallo del bianco · g5 alfiere del bianco · a4 alfiere del nero · b4 pedone del bianco · c4 pedone del bianco · g4 pedone del bianco · h4 pedone del nero · h3 torre del bianco · d2 cavallo del bianco · e2 torre del nero · f2 pedone del nero · e1 cavallo del nero · f1 re del bianco | d8 alfiere del nero · e7 pedone del nero · b6 pedone del nero · c6 donna del bianco · e6 pedone del nero · b5 pedone del nero · e5 re del nero · f5 cavallo del bianco · g5 alfiere del bianco · a4 alfiere del nero · b4 pedone del bianco · c4 pedone del bianco · g4 pedone del bianco · h4 pedone del nero · h3 torre del bianco · d2 cavallo del bianco · e2 torre del nero · f2 pedone del nero · e1 cavallo del nero · f1 re del bianco | d8 alfiere del nero · e7 pedone del nero · b6 pedone del nero · c6 donna del bianco · e6 pedone del nero · b5 pedone del nero · e5 re del nero · f5 cavallo del bianco · g5 alfiere del bianco · a4 alfiere del nero · b4 pedone del bianco · c4 pedone del bianco · g4 pedone del bianco · h4 pedone del nero · h3 torre del bianco · d2 cavallo del bianco · e2 torre del nero · f2 pedone del nero · e1 cavallo del nero · f1 re del bianco | d8 alfiere del nero · e7 pedone del nero · b6 pedone del nero · c6 donna del bianco · e6 pedone del nero · b5 pedone del nero · e5 re del nero · f5 cavallo del bianco · g5 alfiere del bianco · a4 alfiere del nero · b4 pedone del bianco · c4 pedone del bianco · g4 pedone del bianco · h4 pedone del nero · h3 torre del bianco · d2 cavallo del bianco · e2 torre del nero · f2 pedone del nero · e1 cavallo del nero · f1 re del bianco | d8 alfiere del nero · e7 pedone del nero · b6 pedone del nero · c6 donna del bianco · e6 pedone del nero · b5 pedone del nero · e5 re del nero · f5 cavallo del bianco · g5 alfiere del bianco · a4 alfiere del nero · b4 pedone del bianco · c4 pedone del bianco · g4 pedone del bianco · h4 pedone del nero · h3 torre del bianco · d2 cavallo del bianco · e2 torre del nero · f2 pedone del nero · e1 cavallo del nero · f1 re del bianco | d8 alfiere del nero · e7 pedone del nero · b6 pedone del nero · c6 donna del bianco · e6 pedone del nero · b5 pedone del nero · e5 re del nero · f5 cavallo del bianco · g5 alfiere del bianco · a4 alfiere del nero · b4 pedone del bianco · c4 pedone del bianco · g4 pedone del bianco · h4 pedone del nero · h3 torre del bianco · d2 cavallo del bianco · e2 torre del nero · f2 pedone del nero · e1 cavallo del nero · f1 re del bianco | d8 alfiere del nero · e7 pedone del nero · b6 pedone del nero · c6 donna del bianco · e6 pedone del nero · b5 pedone del nero · e5 re del nero · f5 cavallo del bianco · g5 alfiere del bianco · a4 alfiere del nero · b4 pedone del bianco · c4 pedone del bianco · g4 pedone del bianco · h4 pedone del nero · h3 torre del bianco · d2 cavallo del bianco · e2 torre del nero · f2 pedone del nero · e1 cavallo del nero · f1 re del bianco | d8 alfiere del nero · e7 pedone del nero · b6 pedone del nero · c6 donna del bianco · e6 pedone del nero · b5 pedone del nero · e5 re del nero · f5 cavallo del bianco · g5 alfiere del bianco · a4 alfiere del nero · b4 pedone del bianco · c4 pedone del bianco · g4 pedone del bianco · h4 pedone del nero · h3 torre del bianco · d2 cavallo del bianco · e2 torre del nero · f2 pedone del nero · e1 cavallo del nero · f1 re del bianco | 2 |
| 1 | d8 alfiere del nero · e7 pedone del nero · b6 pedone del nero · c6 donna del bianco · e6 pedone del nero · b5 pedone del nero · e5 re del nero · f5 cavallo del bianco · g5 alfiere del bianco · a4 alfiere del nero · b4 pedone del bianco · c4 pedone del bianco · g4 pedone del bianco · h4 pedone del nero · h3 torre del bianco · d2 cavallo del bianco · e2 torre del nero · f2 pedone del nero · e1 cavallo del nero · f1 re del bianco | d8 alfiere del nero · e7 pedone del nero · b6 pedone del nero · c6 donna del bianco · e6 pedone del nero · b5 pedone del nero · e5 re del nero · f5 cavallo del bianco · g5 alfiere del bianco · a4 alfiere del nero · b4 pedone del bianco · c4 pedone del bianco · g4 pedone del bianco · h4 pedone del nero · h3 torre del bianco · d2 cavallo del bianco · e2 torre del nero · f2 pedone del nero · e1 cavallo del nero · f1 re del bianco | d8 alfiere del nero · e7 pedone del nero · b6 pedone del nero · c6 donna del bianco · e6 pedone del nero · b5 pedone del nero · e5 re del nero · f5 cavallo del bianco · g5 alfiere del bianco · a4 alfiere del nero · b4 pedone del bianco · c4 pedone del bianco · g4 pedone del bianco · h4 pedone del nero · h3 torre del bianco · d2 cavallo del bianco · e2 torre del nero · f2 pedone del nero · e1 cavallo del nero · f1 re del bianco | d8 alfiere del nero · e7 pedone del nero · b6 pedone del nero · c6 donna del bianco · e6 pedone del nero · b5 pedone del nero · e5 re del nero · f5 cavallo del bianco · g5 alfiere del bianco · a4 alfiere del nero · b4 pedone del bianco · c4 pedone del bianco · g4 pedone del bianco · h4 pedone del nero · h3 torre del bianco · d2 cavallo del bianco · e2 torre del nero · f2 pedone del nero · e1 cavallo del nero · f1 re del bianco | d8 alfiere del nero · e7 pedone del nero · b6 pedone del nero · c6 donna del bianco · e6 pedone del nero · b5 pedone del nero · e5 re del nero · f5 cavallo del bianco · g5 alfiere del bianco · a4 alfiere del nero · b4 pedone del bianco · c4 pedone del bianco · g4 pedone del bianco · h4 pedone del nero · h3 torre del bianco · d2 cavallo del bianco · e2 torre del nero · f2 pedone del nero · e1 cavallo del nero · f1 re del bianco | d8 alfiere del nero · e7 pedone del nero · b6 pedone del nero · c6 donna del bianco · e6 pedone del nero · b5 pedone del nero · e5 re del nero · f5 cavallo del bianco · g5 alfiere del bianco · a4 alfiere del nero · b4 pedone del bianco · c4 pedone del bianco · g4 pedone del bianco · h4 pedone del nero · h3 torre del bianco · d2 cavallo del bianco · e2 torre del nero · f2 pedone del nero · e1 cavallo del nero · f1 re del bianco | d8 alfiere del nero · e7 pedone del nero · b6 pedone del nero · c6 donna del bianco · e6 pedone del nero · b5 pedone del nero · e5 re del nero · f5 cavallo del bianco · g5 alfiere del bianco · a4 alfiere del nero · b4 pedone del bianco · c4 pedone del bianco · g4 pedone del bianco · h4 pedone del nero · h3 torre del bianco · d2 cavallo del bianco · e2 torre del nero · f2 pedone del nero · e1 cavallo del nero · f1 re del bianco | d8 alfiere del nero · e7 pedone del nero · b6 pedone del nero · c6 donna del bianco · e6 pedone del nero · b5 pedone del nero · e5 re del nero · f5 cavallo del bianco · g5 alfiere del bianco · a4 alfiere del nero · b4 pedone del bianco · c4 pedone del bianco · g4 pedone del bianco · h4 pedone del nero · h3 torre del bianco · d2 cavallo del bianco · e2 torre del nero · f2 pedone del nero · e1 cavallo del nero · f1 re del bianco | 1 |
|   | a | b | c | d | e | f | g | h |   |

Soluzione:
1. Da8!  (zugzwang)
1... Ac7  2. Dh8#

1... Bb3/c2/d1  2. Da1#

1... exf5  2. Dd5#

1... Cf3/g2/d3/c2  2. Cxf3#

|   | a | b | c | d | e | f | g | h |   |
| 8 | a8 alfiere del nero · d8 alfiere del bianco · e8 torre del bianco · c6 pedone del nero · d6 re del nero · e6 pedone del bianco · g6 pedone del nero · a5 cavallo del bianco · e5 cavallo del nero · g5 grillo del bianco · c4 grillo del nero · d4 cavallo del bianco · e4 pedone del bianco · f4 pedone del bianco · g4 cavallo del nero · c3 grillo del bianco · e2 re del bianco | a8 alfiere del nero · d8 alfiere del bianco · e8 torre del bianco · c6 pedone del nero · d6 re del nero · e6 pedone del bianco · g6 pedone del nero · a5 cavallo del bianco · e5 cavallo del nero · g5 grillo del bianco · c4 grillo del nero · d4 cavallo del bianco · e4 pedone del bianco · f4 pedone del bianco · g4 cavallo del nero · c3 grillo del bianco · e2 re del bianco | a8 alfiere del nero · d8 alfiere del bianco · e8 torre del bianco · c6 pedone del nero · d6 re del nero · e6 pedone del bianco · g6 pedone del nero · a5 cavallo del bianco · e5 cavallo del nero · g5 grillo del bianco · c4 grillo del nero · d4 cavallo del bianco · e4 pedone del bianco · f4 pedone del bianco · g4 cavallo del nero · c3 grillo del bianco · e2 re del bianco | a8 alfiere del nero · d8 alfiere del bianco · e8 torre del bianco · c6 pedone del nero · d6 re del nero · e6 pedone del bianco · g6 pedone del nero · a5 cavallo del bianco · e5 cavallo del nero · g5 grillo del bianco · c4 grillo del nero · d4 cavallo del bianco · e4 pedone del bianco · f4 pedone del bianco · g4 cavallo del nero · c3 grillo del bianco · e2 re del bianco | a8 alfiere del nero · d8 alfiere del bianco · e8 torre del bianco · c6 pedone del nero · d6 re del nero · e6 pedone del bianco · g6 pedone del nero · a5 cavallo del bianco · e5 cavallo del nero · g5 grillo del bianco · c4 grillo del nero · d4 cavallo del bianco · e4 pedone del bianco · f4 pedone del bianco · g4 cavallo del nero · c3 grillo del bianco · e2 re del bianco | a8 alfiere del nero · d8 alfiere del bianco · e8 torre del bianco · c6 pedone del nero · d6 re del nero · e6 pedone del bianco · g6 pedone del nero · a5 cavallo del bianco · e5 cavallo del nero · g5 grillo del bianco · c4 grillo del nero · d4 cavallo del bianco · e4 pedone del bianco · f4 pedone del bianco · g4 cavallo del nero · c3 grillo del bianco · e2 re del bianco | a8 alfiere del nero · d8 alfiere del bianco · e8 torre del bianco · c6 pedone del nero · d6 re del nero · e6 pedone del bianco · g6 pedone del nero · a5 cavallo del bianco · e5 cavallo del nero · g5 grillo del bianco · c4 grillo del nero · d4 cavallo del bianco · e4 pedone del bianco · f4 pedone del bianco · g4 cavallo del nero · c3 grillo del bianco · e2 re del bianco | a8 alfiere del nero · d8 alfiere del bianco · e8 torre del bianco · c6 pedone del nero · d6 re del nero · e6 pedone del bianco · g6 pedone del nero · a5 cavallo del bianco · e5 cavallo del nero · g5 grillo del bianco · c4 grillo del nero · d4 cavallo del bianco · e4 pedone del bianco · f4 pedone del bianco · g4 cavallo del nero · c3 grillo del bianco · e2 re del bianco | 8 |
| 7 | a8 alfiere del nero · d8 alfiere del bianco · e8 torre del bianco · c6 pedone del nero · d6 re del nero · e6 pedone del bianco · g6 pedone del nero · a5 cavallo del bianco · e5 cavallo del nero · g5 grillo del bianco · c4 grillo del nero · d4 cavallo del bianco · e4 pedone del bianco · f4 pedone del bianco · g4 cavallo del nero · c3 grillo del bianco · e2 re del bianco | a8 alfiere del nero · d8 alfiere del bianco · e8 torre del bianco · c6 pedone del nero · d6 re del nero · e6 pedone del bianco · g6 pedone del nero · a5 cavallo del bianco · e5 cavallo del nero · g5 grillo del bianco · c4 grillo del nero · d4 cavallo del bianco · e4 pedone del bianco · f4 pedone del bianco · g4 cavallo del nero · c3 grillo del bianco · e2 re del bianco | a8 alfiere del nero · d8 alfiere del bianco · e8 torre del bianco · c6 pedone del nero · d6 re del nero · e6 pedone del bianco · g6 pedone del nero · a5 cavallo del bianco · e5 cavallo del nero · g5 grillo del bianco · c4 grillo del nero · d4 cavallo del bianco · e4 pedone del bianco · f4 pedone del bianco · g4 cavallo del nero · c3 grillo del bianco · e2 re del bianco | a8 alfiere del nero · d8 alfiere del bianco · e8 torre del bianco · c6 pedone del nero · d6 re del nero · e6 pedone del bianco · g6 pedone del nero · a5 cavallo del bianco · e5 cavallo del nero · g5 grillo del bianco · c4 grillo del nero · d4 cavallo del bianco · e4 pedone del bianco · f4 pedone del bianco · g4 cavallo del nero · c3 grillo del bianco · e2 re del bianco | a8 alfiere del nero · d8 alfiere del bianco · e8 torre del bianco · c6 pedone del nero · d6 re del nero · e6 pedone del bianco · g6 pedone del nero · a5 cavallo del bianco · e5 cavallo del nero · g5 grillo del bianco · c4 grillo del nero · d4 cavallo del bianco · e4 pedone del bianco · f4 pedone del bianco · g4 cavallo del nero · c3 grillo del bianco · e2 re del bianco | a8 alfiere del nero · d8 alfiere del bianco · e8 torre del bianco · c6 pedone del nero · d6 re del nero · e6 pedone del bianco · g6 pedone del nero · a5 cavallo del bianco · e5 cavallo del nero · g5 grillo del bianco · c4 grillo del nero · d4 cavallo del bianco · e4 pedone del bianco · f4 pedone del bianco · g4 cavallo del nero · c3 grillo del bianco · e2 re del bianco | a8 alfiere del nero · d8 alfiere del bianco · e8 torre del bianco · c6 pedone del nero · d6 re del nero · e6 pedone del bianco · g6 pedone del nero · a5 cavallo del bianco · e5 cavallo del nero · g5 grillo del bianco · c4 grillo del nero · d4 cavallo del bianco · e4 pedone del bianco · f4 pedone del bianco · g4 cavallo del nero · c3 grillo del bianco · e2 re del bianco | a8 alfiere del nero · d8 alfiere del bianco · e8 torre del bianco · c6 pedone del nero · d6 re del nero · e6 pedone del bianco · g6 pedone del nero · a5 cavallo del bianco · e5 cavallo del nero · g5 grillo del bianco · c4 grillo del nero · d4 cavallo del bianco · e4 pedone del bianco · f4 pedone del bianco · g4 cavallo del nero · c3 grillo del bianco · e2 re del bianco | 7 |
| 6 | a8 alfiere del nero · d8 alfiere del bianco · e8 torre del bianco · c6 pedone del nero · d6 re del nero · e6 pedone del bianco · g6 pedone del nero · a5 cavallo del bianco · e5 cavallo del nero · g5 grillo del bianco · c4 grillo del nero · d4 cavallo del bianco · e4 pedone del bianco · f4 pedone del bianco · g4 cavallo del nero · c3 grillo del bianco · e2 re del bianco | a8 alfiere del nero · d8 alfiere del bianco · e8 torre del bianco · c6 pedone del nero · d6 re del nero · e6 pedone del bianco · g6 pedone del nero · a5 cavallo del bianco · e5 cavallo del nero · g5 grillo del bianco · c4 grillo del nero · d4 cavallo del bianco · e4 pedone del bianco · f4 pedone del bianco · g4 cavallo del nero · c3 grillo del bianco · e2 re del bianco | a8 alfiere del nero · d8 alfiere del bianco · e8 torre del bianco · c6 pedone del nero · d6 re del nero · e6 pedone del bianco · g6 pedone del nero · a5 cavallo del bianco · e5 cavallo del nero · g5 grillo del bianco · c4 grillo del nero · d4 cavallo del bianco · e4 pedone del bianco · f4 pedone del bianco · g4 cavallo del nero · c3 grillo del bianco · e2 re del bianco | a8 alfiere del nero · d8 alfiere del bianco · e8 torre del bianco · c6 pedone del nero · d6 re del nero · e6 pedone del bianco · g6 pedone del nero · a5 cavallo del bianco · e5 cavallo del nero · g5 grillo del bianco · c4 grillo del nero · d4 cavallo del bianco · e4 pedone del bianco · f4 pedone del bianco · g4 cavallo del nero · c3 grillo del bianco · e2 re del bianco | a8 alfiere del nero · d8 alfiere del bianco · e8 torre del bianco · c6 pedone del nero · d6 re del nero · e6 pedone del bianco · g6 pedone del nero · a5 cavallo del bianco · e5 cavallo del nero · g5 grillo del bianco · c4 grillo del nero · d4 cavallo del bianco · e4 pedone del bianco · f4 pedone del bianco · g4 cavallo del nero · c3 grillo del bianco · e2 re del bianco | a8 alfiere del nero · d8 alfiere del bianco · e8 torre del bianco · c6 pedone del nero · d6 re del nero · e6 pedone del bianco · g6 pedone del nero · a5 cavallo del bianco · e5 cavallo del nero · g5 grillo del bianco · c4 grillo del nero · d4 cavallo del bianco · e4 pedone del bianco · f4 pedone del bianco · g4 cavallo del nero · c3 grillo del bianco · e2 re del bianco | a8 alfiere del nero · d8 alfiere del bianco · e8 torre del bianco · c6 pedone del nero · d6 re del nero · e6 pedone del bianco · g6 pedone del nero · a5 cavallo del bianco · e5 cavallo del nero · g5 grillo del bianco · c4 grillo del nero · d4 cavallo del bianco · e4 pedone del bianco · f4 pedone del bianco · g4 cavallo del nero · c3 grillo del bianco · e2 re del bianco | a8 alfiere del nero · d8 alfiere del bianco · e8 torre del bianco · c6 pedone del nero · d6 re del nero · e6 pedone del bianco · g6 pedone del nero · a5 cavallo del bianco · e5 cavallo del nero · g5 grillo del bianco · c4 grillo del nero · d4 cavallo del bianco · e4 pedone del bianco · f4 pedone del bianco · g4 cavallo del nero · c3 grillo del bianco · e2 re del bianco | 6 |
| 5 | a8 alfiere del nero · d8 alfiere del bianco · e8 torre del bianco · c6 pedone del nero · d6 re del nero · e6 pedone del bianco · g6 pedone del nero · a5 cavallo del bianco · e5 cavallo del nero · g5 grillo del bianco · c4 grillo del nero · d4 cavallo del bianco · e4 pedone del bianco · f4 pedone del bianco · g4 cavallo del nero · c3 grillo del bianco · e2 re del bianco | a8 alfiere del nero · d8 alfiere del bianco · e8 torre del bianco · c6 pedone del nero · d6 re del nero · e6 pedone del bianco · g6 pedone del nero · a5 cavallo del bianco · e5 cavallo del nero · g5 grillo del bianco · c4 grillo del nero · d4 cavallo del bianco · e4 pedone del bianco · f4 pedone del bianco · g4 cavallo del nero · c3 grillo del bianco · e2 re del bianco | a8 alfiere del nero · d8 alfiere del bianco · e8 torre del bianco · c6 pedone del nero · d6 re del nero · e6 pedone del bianco · g6 pedone del nero · a5 cavallo del bianco · e5 cavallo del nero · g5 grillo del bianco · c4 grillo del nero · d4 cavallo del bianco · e4 pedone del bianco · f4 pedone del bianco · g4 cavallo del nero · c3 grillo del bianco · e2 re del bianco | a8 alfiere del nero · d8 alfiere del bianco · e8 torre del bianco · c6 pedone del nero · d6 re del nero · e6 pedone del bianco · g6 pedone del nero · a5 cavallo del bianco · e5 cavallo del nero · g5 grillo del bianco · c4 grillo del nero · d4 cavallo del bianco · e4 pedone del bianco · f4 pedone del bianco · g4 cavallo del nero · c3 grillo del bianco · e2 re del bianco | a8 alfiere del nero · d8 alfiere del bianco · e8 torre del bianco · c6 pedone del nero · d6 re del nero · e6 pedone del bianco · g6 pedone del nero · a5 cavallo del bianco · e5 cavallo del nero · g5 grillo del bianco · c4 grillo del nero · d4 cavallo del bianco · e4 pedone del bianco · f4 pedone del bianco · g4 cavallo del nero · c3 grillo del bianco · e2 re del bianco | a8 alfiere del nero · d8 alfiere del bianco · e8 torre del bianco · c6 pedone del nero · d6 re del nero · e6 pedone del bianco · g6 pedone del nero · a5 cavallo del bianco · e5 cavallo del nero · g5 grillo del bianco · c4 grillo del nero · d4 cavallo del bianco · e4 pedone del bianco · f4 pedone del bianco · g4 cavallo del nero · c3 grillo del bianco · e2 re del bianco | a8 alfiere del nero · d8 alfiere del bianco · e8 torre del bianco · c6 pedone del nero · d6 re del nero · e6 pedone del bianco · g6 pedone del nero · a5 cavallo del bianco · e5 cavallo del nero · g5 grillo del bianco · c4 grillo del nero · d4 cavallo del bianco · e4 pedone del bianco · f4 pedone del bianco · g4 cavallo del nero · c3 grillo del bianco · e2 re del bianco | a8 alfiere del nero · d8 alfiere del bianco · e8 torre del bianco · c6 pedone del nero · d6 re del nero · e6 pedone del bianco · g6 pedone del nero · a5 cavallo del bianco · e5 cavallo del nero · g5 grillo del bianco · c4 grillo del nero · d4 cavallo del bianco · e4 pedone del bianco · f4 pedone del bianco · g4 cavallo del nero · c3 grillo del bianco · e2 re del bianco | 5 |
| 4 | a8 alfiere del nero · d8 alfiere del bianco · e8 torre del bianco · c6 pedone del nero · d6 re del nero · e6 pedone del bianco · g6 pedone del nero · a5 cavallo del bianco · e5 cavallo del nero · g5 grillo del bianco · c4 grillo del nero · d4 cavallo del bianco · e4 pedone del bianco · f4 pedone del bianco · g4 cavallo del nero · c3 grillo del bianco · e2 re del bianco | a8 alfiere del nero · d8 alfiere del bianco · e8 torre del bianco · c6 pedone del nero · d6 re del nero · e6 pedone del bianco · g6 pedone del nero · a5 cavallo del bianco · e5 cavallo del nero · g5 grillo del bianco · c4 grillo del nero · d4 cavallo del bianco · e4 pedone del bianco · f4 pedone del bianco · g4 cavallo del nero · c3 grillo del bianco · e2 re del bianco | a8 alfiere del nero · d8 alfiere del bianco · e8 torre del bianco · c6 pedone del nero · d6 re del nero · e6 pedone del bianco · g6 pedone del nero · a5 cavallo del bianco · e5 cavallo del nero · g5 grillo del bianco · c4 grillo del nero · d4 cavallo del bianco · e4 pedone del bianco · f4 pedone del bianco · g4 cavallo del nero · c3 grillo del bianco · e2 re del bianco | a8 alfiere del nero · d8 alfiere del bianco · e8 torre del bianco · c6 pedone del nero · d6 re del nero · e6 pedone del bianco · g6 pedone del nero · a5 cavallo del bianco · e5 cavallo del nero · g5 grillo del bianco · c4 grillo del nero · d4 cavallo del bianco · e4 pedone del bianco · f4 pedone del bianco · g4 cavallo del nero · c3 grillo del bianco · e2 re del bianco | a8 alfiere del nero · d8 alfiere del bianco · e8 torre del bianco · c6 pedone del nero · d6 re del nero · e6 pedone del bianco · g6 pedone del nero · a5 cavallo del bianco · e5 cavallo del nero · g5 grillo del bianco · c4 grillo del nero · d4 cavallo del bianco · e4 pedone del bianco · f4 pedone del bianco · g4 cavallo del nero · c3 grillo del bianco · e2 re del bianco | a8 alfiere del nero · d8 alfiere del bianco · e8 torre del bianco · c6 pedone del nero · d6 re del nero · e6 pedone del bianco · g6 pedone del nero · a5 cavallo del bianco · e5 cavallo del nero · g5 grillo del bianco · c4 grillo del nero · d4 cavallo del bianco · e4 pedone del bianco · f4 pedone del bianco · g4 cavallo del nero · c3 grillo del bianco · e2 re del bianco | a8 alfiere del nero · d8 alfiere del bianco · e8 torre del bianco · c6 pedone del nero · d6 re del nero · e6 pedone del bianco · g6 pedone del nero · a5 cavallo del bianco · e5 cavallo del nero · g5 grillo del bianco · c4 grillo del nero · d4 cavallo del bianco · e4 pedone del bianco · f4 pedone del bianco · g4 cavallo del nero · c3 grillo del bianco · e2 re del bianco | a8 alfiere del nero · d8 alfiere del bianco · e8 torre del bianco · c6 pedone del nero · d6 re del nero · e6 pedone del bianco · g6 pedone del nero · a5 cavallo del bianco · e5 cavallo del nero · g5 grillo del bianco · c4 grillo del nero · d4 cavallo del bianco · e4 pedone del bianco · f4 pedone del bianco · g4 cavallo del nero · c3 grillo del bianco · e2 re del bianco | 4 |
| 3 | a8 alfiere del nero · d8 alfiere del bianco · e8 torre del bianco · c6 pedone del nero · d6 re del nero · e6 pedone del bianco · g6 pedone del nero · a5 cavallo del bianco · e5 cavallo del nero · g5 grillo del bianco · c4 grillo del nero · d4 cavallo del bianco · e4 pedone del bianco · f4 pedone del bianco · g4 cavallo del nero · c3 grillo del bianco · e2 re del bianco | a8 alfiere del nero · d8 alfiere del bianco · e8 torre del bianco · c6 pedone del nero · d6 re del nero · e6 pedone del bianco · g6 pedone del nero · a5 cavallo del bianco · e5 cavallo del nero · g5 grillo del bianco · c4 grillo del nero · d4 cavallo del bianco · e4 pedone del bianco · f4 pedone del bianco · g4 cavallo del nero · c3 grillo del bianco · e2 re del bianco | a8 alfiere del nero · d8 alfiere del bianco · e8 torre del bianco · c6 pedone del nero · d6 re del nero · e6 pedone del bianco · g6 pedone del nero · a5 cavallo del bianco · e5 cavallo del nero · g5 grillo del bianco · c4 grillo del nero · d4 cavallo del bianco · e4 pedone del bianco · f4 pedone del bianco · g4 cavallo del nero · c3 grillo del bianco · e2 re del bianco | a8 alfiere del nero · d8 alfiere del bianco · e8 torre del bianco · c6 pedone del nero · d6 re del nero · e6 pedone del bianco · g6 pedone del nero · a5 cavallo del bianco · e5 cavallo del nero · g5 grillo del bianco · c4 grillo del nero · d4 cavallo del bianco · e4 pedone del bianco · f4 pedone del bianco · g4 cavallo del nero · c3 grillo del bianco · e2 re del bianco | a8 alfiere del nero · d8 alfiere del bianco · e8 torre del bianco · c6 pedone del nero · d6 re del nero · e6 pedone del bianco · g6 pedone del nero · a5 cavallo del bianco · e5 cavallo del nero · g5 grillo del bianco · c4 grillo del nero · d4 cavallo del bianco · e4 pedone del bianco · f4 pedone del bianco · g4 cavallo del nero · c3 grillo del bianco · e2 re del bianco | a8 alfiere del nero · d8 alfiere del bianco · e8 torre del bianco · c6 pedone del nero · d6 re del nero · e6 pedone del bianco · g6 pedone del nero · a5 cavallo del bianco · e5 cavallo del nero · g5 grillo del bianco · c4 grillo del nero · d4 cavallo del bianco · e4 pedone del bianco · f4 pedone del bianco · g4 cavallo del nero · c3 grillo del bianco · e2 re del bianco | a8 alfiere del nero · d8 alfiere del bianco · e8 torre del bianco · c6 pedone del nero · d6 re del nero · e6 pedone del bianco · g6 pedone del nero · a5 cavallo del bianco · e5 cavallo del nero · g5 grillo del bianco · c4 grillo del nero · d4 cavallo del bianco · e4 pedone del bianco · f4 pedone del bianco · g4 cavallo del nero · c3 grillo del bianco · e2 re del bianco | a8 alfiere del nero · d8 alfiere del bianco · e8 torre del bianco · c6 pedone del nero · d6 re del nero · e6 pedone del bianco · g6 pedone del nero · a5 cavallo del bianco · e5 cavallo del nero · g5 grillo del bianco · c4 grillo del nero · d4 cavallo del bianco · e4 pedone del bianco · f4 pedone del bianco · g4 cavallo del nero · c3 grillo del bianco · e2 re del bianco | 3 |
| 2 | a8 alfiere del nero · d8 alfiere del bianco · e8 torre del bianco · c6 pedone del nero · d6 re del nero · e6 pedone del bianco · g6 pedone del nero · a5 cavallo del bianco · e5 cavallo del nero · g5 grillo del bianco · c4 grillo del nero · d4 cavallo del bianco · e4 pedone del bianco · f4 pedone del bianco · g4 cavallo del nero · c3 grillo del bianco · e2 re del bianco | a8 alfiere del nero · d8 alfiere del bianco · e8 torre del bianco · c6 pedone del nero · d6 re del nero · e6 pedone del bianco · g6 pedone del nero · a5 cavallo del bianco · e5 cavallo del nero · g5 grillo del bianco · c4 grillo del nero · d4 cavallo del bianco · e4 pedone del bianco · f4 pedone del bianco · g4 cavallo del nero · c3 grillo del bianco · e2 re del bianco | a8 alfiere del nero · d8 alfiere del bianco · e8 torre del bianco · c6 pedone del nero · d6 re del nero · e6 pedone del bianco · g6 pedone del nero · a5 cavallo del bianco · e5 cavallo del nero · g5 grillo del bianco · c4 grillo del nero · d4 cavallo del bianco · e4 pedone del bianco · f4 pedone del bianco · g4 cavallo del nero · c3 grillo del bianco · e2 re del bianco | a8 alfiere del nero · d8 alfiere del bianco · e8 torre del bianco · c6 pedone del nero · d6 re del nero · e6 pedone del bianco · g6 pedone del nero · a5 cavallo del bianco · e5 cavallo del nero · g5 grillo del bianco · c4 grillo del nero · d4 cavallo del bianco · e4 pedone del bianco · f4 pedone del bianco · g4 cavallo del nero · c3 grillo del bianco · e2 re del bianco | a8 alfiere del nero · d8 alfiere del bianco · e8 torre del bianco · c6 pedone del nero · d6 re del nero · e6 pedone del bianco · g6 pedone del nero · a5 cavallo del bianco · e5 cavallo del nero · g5 grillo del bianco · c4 grillo del nero · d4 cavallo del bianco · e4 pedone del bianco · f4 pedone del bianco · g4 cavallo del nero · c3 grillo del bianco · e2 re del bianco | a8 alfiere del nero · d8 alfiere del bianco · e8 torre del bianco · c6 pedone del nero · d6 re del nero · e6 pedone del bianco · g6 pedone del nero · a5 cavallo del bianco · e5 cavallo del nero · g5 grillo del bianco · c4 grillo del nero · d4 cavallo del bianco · e4 pedone del bianco · f4 pedone del bianco · g4 cavallo del nero · c3 grillo del bianco · e2 re del bianco | a8 alfiere del nero · d8 alfiere del bianco · e8 torre del bianco · c6 pedone del nero · d6 re del nero · e6 pedone del bianco · g6 pedone del nero · a5 cavallo del bianco · e5 cavallo del nero · g5 grillo del bianco · c4 grillo del nero · d4 cavallo del bianco · e4 pedone del bianco · f4 pedone del bianco · g4 cavallo del nero · c3 grillo del bianco · e2 re del bianco | a8 alfiere del nero · d8 alfiere del bianco · e8 torre del bianco · c6 pedone del nero · d6 re del nero · e6 pedone del bianco · g6 pedone del nero · a5 cavallo del bianco · e5 cavallo del nero · g5 grillo del bianco · c4 grillo del nero · d4 cavallo del bianco · e4 pedone del bianco · f4 pedone del bianco · g4 cavallo del nero · c3 grillo del bianco · e2 re del bianco | 2 |
| 1 | a8 alfiere del nero · d8 alfiere del bianco · e8 torre del bianco · c6 pedone del nero · d6 re del nero · e6 pedone del bianco · g6 pedone del nero · a5 cavallo del bianco · e5 cavallo del nero · g5 grillo del bianco · c4 grillo del nero · d4 cavallo del bianco · e4 pedone del bianco · f4 pedone del bianco · g4 cavallo del nero · c3 grillo del bianco · e2 re del bianco | a8 alfiere del nero · d8 alfiere del bianco · e8 torre del bianco · c6 pedone del nero · d6 re del nero · e6 pedone del bianco · g6 pedone del nero · a5 cavallo del bianco · e5 cavallo del nero · g5 grillo del bianco · c4 grillo del nero · d4 cavallo del bianco · e4 pedone del bianco · f4 pedone del bianco · g4 cavallo del nero · c3 grillo del bianco · e2 re del bianco | a8 alfiere del nero · d8 alfiere del bianco · e8 torre del bianco · c6 pedone del nero · d6 re del nero · e6 pedone del bianco · g6 pedone del nero · a5 cavallo del bianco · e5 cavallo del nero · g5 grillo del bianco · c4 grillo del nero · d4 cavallo del bianco · e4 pedone del bianco · f4 pedone del bianco · g4 cavallo del nero · c3 grillo del bianco · e2 re del bianco | a8 alfiere del nero · d8 alfiere del bianco · e8 torre del bianco · c6 pedone del nero · d6 re del nero · e6 pedone del bianco · g6 pedone del nero · a5 cavallo del bianco · e5 cavallo del nero · g5 grillo del bianco · c4 grillo del nero · d4 cavallo del bianco · e4 pedone del bianco · f4 pedone del bianco · g4 cavallo del nero · c3 grillo del bianco · e2 re del bianco | a8 alfiere del nero · d8 alfiere del bianco · e8 torre del bianco · c6 pedone del nero · d6 re del nero · e6 pedone del bianco · g6 pedone del nero · a5 cavallo del bianco · e5 cavallo del nero · g5 grillo del bianco · c4 grillo del nero · d4 cavallo del bianco · e4 pedone del bianco · f4 pedone del bianco · g4 cavallo del nero · c3 grillo del bianco · e2 re del bianco | a8 alfiere del nero · d8 alfiere del bianco · e8 torre del bianco · c6 pedone del nero · d6 re del nero · e6 pedone del bianco · g6 pedone del nero · a5 cavallo del bianco · e5 cavallo del nero · g5 grillo del bianco · c4 grillo del nero · d4 cavallo del bianco · e4 pedone del bianco · f4 pedone del bianco · g4 cavallo del nero · c3 grillo del bianco · e2 re del bianco | a8 alfiere del nero · d8 alfiere del bianco · e8 torre del bianco · c6 pedone del nero · d6 re del nero · e6 pedone del bianco · g6 pedone del nero · a5 cavallo del bianco · e5 cavallo del nero · g5 grillo del bianco · c4 grillo del nero · d4 cavallo del bianco · e4 pedone del bianco · f4 pedone del bianco · g4 cavallo del nero · c3 grillo del bianco · e2 re del bianco | a8 alfiere del nero · d8 alfiere del bianco · e8 torre del bianco · c6 pedone del nero · d6 re del nero · e6 pedone del bianco · g6 pedone del nero · a5 cavallo del bianco · e5 cavallo del nero · g5 grillo del bianco · c4 grillo del nero · d4 cavallo del bianco · e4 pedone del bianco · f4 pedone del bianco · g4 cavallo del nero · c3 grillo del bianco · e2 re del bianco | 1 |
|   | a | b | c | d | e | f | g | h |   |

Soluzione:
1. Cb3!  (zugzwang)
1. ...c5  2. Ga3#

1. ...Gc4 ~  2. Ac7#

1. ...Cg4 ~  2. Gf6#

1. ...Ce5 ~  2. Cxc4#

|   | a | b | c | d | e | f | g | h |   |
| 8 | d8 donna del nero · a7 cavallo del nero · e5 alfiere del bianco · g5 pedone del nero · a4 donna del bianco · e4 cavallo del bianco · g4 pedone del nero · a3 cavallo del nero · f3 re del nero · h3 pedone del nero · f2 pedone del bianco · f1 alfiere del bianco · h1 re del bianco | d8 donna del nero · a7 cavallo del nero · e5 alfiere del bianco · g5 pedone del nero · a4 donna del bianco · e4 cavallo del bianco · g4 pedone del nero · a3 cavallo del nero · f3 re del nero · h3 pedone del nero · f2 pedone del bianco · f1 alfiere del bianco · h1 re del bianco | d8 donna del nero · a7 cavallo del nero · e5 alfiere del bianco · g5 pedone del nero · a4 donna del bianco · e4 cavallo del bianco · g4 pedone del nero · a3 cavallo del nero · f3 re del nero · h3 pedone del nero · f2 pedone del bianco · f1 alfiere del bianco · h1 re del bianco | d8 donna del nero · a7 cavallo del nero · e5 alfiere del bianco · g5 pedone del nero · a4 donna del bianco · e4 cavallo del bianco · g4 pedone del nero · a3 cavallo del nero · f3 re del nero · h3 pedone del nero · f2 pedone del bianco · f1 alfiere del bianco · h1 re del bianco | d8 donna del nero · a7 cavallo del nero · e5 alfiere del bianco · g5 pedone del nero · a4 donna del bianco · e4 cavallo del bianco · g4 pedone del nero · a3 cavallo del nero · f3 re del nero · h3 pedone del nero · f2 pedone del bianco · f1 alfiere del bianco · h1 re del bianco | d8 donna del nero · a7 cavallo del nero · e5 alfiere del bianco · g5 pedone del nero · a4 donna del bianco · e4 cavallo del bianco · g4 pedone del nero · a3 cavallo del nero · f3 re del nero · h3 pedone del nero · f2 pedone del bianco · f1 alfiere del bianco · h1 re del bianco | d8 donna del nero · a7 cavallo del nero · e5 alfiere del bianco · g5 pedone del nero · a4 donna del bianco · e4 cavallo del bianco · g4 pedone del nero · a3 cavallo del nero · f3 re del nero · h3 pedone del nero · f2 pedone del bianco · f1 alfiere del bianco · h1 re del bianco | d8 donna del nero · a7 cavallo del nero · e5 alfiere del bianco · g5 pedone del nero · a4 donna del bianco · e4 cavallo del bianco · g4 pedone del nero · a3 cavallo del nero · f3 re del nero · h3 pedone del nero · f2 pedone del bianco · f1 alfiere del bianco · h1 re del bianco | 8 |
| 7 | d8 donna del nero · a7 cavallo del nero · e5 alfiere del bianco · g5 pedone del nero · a4 donna del bianco · e4 cavallo del bianco · g4 pedone del nero · a3 cavallo del nero · f3 re del nero · h3 pedone del nero · f2 pedone del bianco · f1 alfiere del bianco · h1 re del bianco | d8 donna del nero · a7 cavallo del nero · e5 alfiere del bianco · g5 pedone del nero · a4 donna del bianco · e4 cavallo del bianco · g4 pedone del nero · a3 cavallo del nero · f3 re del nero · h3 pedone del nero · f2 pedone del bianco · f1 alfiere del bianco · h1 re del bianco | d8 donna del nero · a7 cavallo del nero · e5 alfiere del bianco · g5 pedone del nero · a4 donna del bianco · e4 cavallo del bianco · g4 pedone del nero · a3 cavallo del nero · f3 re del nero · h3 pedone del nero · f2 pedone del bianco · f1 alfiere del bianco · h1 re del bianco | d8 donna del nero · a7 cavallo del nero · e5 alfiere del bianco · g5 pedone del nero · a4 donna del bianco · e4 cavallo del bianco · g4 pedone del nero · a3 cavallo del nero · f3 re del nero · h3 pedone del nero · f2 pedone del bianco · f1 alfiere del bianco · h1 re del bianco | d8 donna del nero · a7 cavallo del nero · e5 alfiere del bianco · g5 pedone del nero · a4 donna del bianco · e4 cavallo del bianco · g4 pedone del nero · a3 cavallo del nero · f3 re del nero · h3 pedone del nero · f2 pedone del bianco · f1 alfiere del bianco · h1 re del bianco | d8 donna del nero · a7 cavallo del nero · e5 alfiere del bianco · g5 pedone del nero · a4 donna del bianco · e4 cavallo del bianco · g4 pedone del nero · a3 cavallo del nero · f3 re del nero · h3 pedone del nero · f2 pedone del bianco · f1 alfiere del bianco · h1 re del bianco | d8 donna del nero · a7 cavallo del nero · e5 alfiere del bianco · g5 pedone del nero · a4 donna del bianco · e4 cavallo del bianco · g4 pedone del nero · a3 cavallo del nero · f3 re del nero · h3 pedone del nero · f2 pedone del bianco · f1 alfiere del bianco · h1 re del bianco | d8 donna del nero · a7 cavallo del nero · e5 alfiere del bianco · g5 pedone del nero · a4 donna del bianco · e4 cavallo del bianco · g4 pedone del nero · a3 cavallo del nero · f3 re del nero · h3 pedone del nero · f2 pedone del bianco · f1 alfiere del bianco · h1 re del bianco | 7 |
| 6 | d8 donna del nero · a7 cavallo del nero · e5 alfiere del bianco · g5 pedone del nero · a4 donna del bianco · e4 cavallo del bianco · g4 pedone del nero · a3 cavallo del nero · f3 re del nero · h3 pedone del nero · f2 pedone del bianco · f1 alfiere del bianco · h1 re del bianco | d8 donna del nero · a7 cavallo del nero · e5 alfiere del bianco · g5 pedone del nero · a4 donna del bianco · e4 cavallo del bianco · g4 pedone del nero · a3 cavallo del nero · f3 re del nero · h3 pedone del nero · f2 pedone del bianco · f1 alfiere del bianco · h1 re del bianco | d8 donna del nero · a7 cavallo del nero · e5 alfiere del bianco · g5 pedone del nero · a4 donna del bianco · e4 cavallo del bianco · g4 pedone del nero · a3 cavallo del nero · f3 re del nero · h3 pedone del nero · f2 pedone del bianco · f1 alfiere del bianco · h1 re del bianco | d8 donna del nero · a7 cavallo del nero · e5 alfiere del bianco · g5 pedone del nero · a4 donna del bianco · e4 cavallo del bianco · g4 pedone del nero · a3 cavallo del nero · f3 re del nero · h3 pedone del nero · f2 pedone del bianco · f1 alfiere del bianco · h1 re del bianco | d8 donna del nero · a7 cavallo del nero · e5 alfiere del bianco · g5 pedone del nero · a4 donna del bianco · e4 cavallo del bianco · g4 pedone del nero · a3 cavallo del nero · f3 re del nero · h3 pedone del nero · f2 pedone del bianco · f1 alfiere del bianco · h1 re del bianco | d8 donna del nero · a7 cavallo del nero · e5 alfiere del bianco · g5 pedone del nero · a4 donna del bianco · e4 cavallo del bianco · g4 pedone del nero · a3 cavallo del nero · f3 re del nero · h3 pedone del nero · f2 pedone del bianco · f1 alfiere del bianco · h1 re del bianco | d8 donna del nero · a7 cavallo del nero · e5 alfiere del bianco · g5 pedone del nero · a4 donna del bianco · e4 cavallo del bianco · g4 pedone del nero · a3 cavallo del nero · f3 re del nero · h3 pedone del nero · f2 pedone del bianco · f1 alfiere del bianco · h1 re del bianco | d8 donna del nero · a7 cavallo del nero · e5 alfiere del bianco · g5 pedone del nero · a4 donna del bianco · e4 cavallo del bianco · g4 pedone del nero · a3 cavallo del nero · f3 re del nero · h3 pedone del nero · f2 pedone del bianco · f1 alfiere del bianco · h1 re del bianco | 6 |
| 5 | d8 donna del nero · a7 cavallo del nero · e5 alfiere del bianco · g5 pedone del nero · a4 donna del bianco · e4 cavallo del bianco · g4 pedone del nero · a3 cavallo del nero · f3 re del nero · h3 pedone del nero · f2 pedone del bianco · f1 alfiere del bianco · h1 re del bianco | d8 donna del nero · a7 cavallo del nero · e5 alfiere del bianco · g5 pedone del nero · a4 donna del bianco · e4 cavallo del bianco · g4 pedone del nero · a3 cavallo del nero · f3 re del nero · h3 pedone del nero · f2 pedone del bianco · f1 alfiere del bianco · h1 re del bianco | d8 donna del nero · a7 cavallo del nero · e5 alfiere del bianco · g5 pedone del nero · a4 donna del bianco · e4 cavallo del bianco · g4 pedone del nero · a3 cavallo del nero · f3 re del nero · h3 pedone del nero · f2 pedone del bianco · f1 alfiere del bianco · h1 re del bianco | d8 donna del nero · a7 cavallo del nero · e5 alfiere del bianco · g5 pedone del nero · a4 donna del bianco · e4 cavallo del bianco · g4 pedone del nero · a3 cavallo del nero · f3 re del nero · h3 pedone del nero · f2 pedone del bianco · f1 alfiere del bianco · h1 re del bianco | d8 donna del nero · a7 cavallo del nero · e5 alfiere del bianco · g5 pedone del nero · a4 donna del bianco · e4 cavallo del bianco · g4 pedone del nero · a3 cavallo del nero · f3 re del nero · h3 pedone del nero · f2 pedone del bianco · f1 alfiere del bianco · h1 re del bianco | d8 donna del nero · a7 cavallo del nero · e5 alfiere del bianco · g5 pedone del nero · a4 donna del bianco · e4 cavallo del bianco · g4 pedone del nero · a3 cavallo del nero · f3 re del nero · h3 pedone del nero · f2 pedone del bianco · f1 alfiere del bianco · h1 re del bianco | d8 donna del nero · a7 cavallo del nero · e5 alfiere del bianco · g5 pedone del nero · a4 donna del bianco · e4 cavallo del bianco · g4 pedone del nero · a3 cavallo del nero · f3 re del nero · h3 pedone del nero · f2 pedone del bianco · f1 alfiere del bianco · h1 re del bianco | d8 donna del nero · a7 cavallo del nero · e5 alfiere del bianco · g5 pedone del nero · a4 donna del bianco · e4 cavallo del bianco · g4 pedone del nero · a3 cavallo del nero · f3 re del nero · h3 pedone del nero · f2 pedone del bianco · f1 alfiere del bianco · h1 re del bianco | 5 |
| 4 | d8 donna del nero · a7 cavallo del nero · e5 alfiere del bianco · g5 pedone del nero · a4 donna del bianco · e4 cavallo del bianco · g4 pedone del nero · a3 cavallo del nero · f3 re del nero · h3 pedone del nero · f2 pedone del bianco · f1 alfiere del bianco · h1 re del bianco | d8 donna del nero · a7 cavallo del nero · e5 alfiere del bianco · g5 pedone del nero · a4 donna del bianco · e4 cavallo del bianco · g4 pedone del nero · a3 cavallo del nero · f3 re del nero · h3 pedone del nero · f2 pedone del bianco · f1 alfiere del bianco · h1 re del bianco | d8 donna del nero · a7 cavallo del nero · e5 alfiere del bianco · g5 pedone del nero · a4 donna del bianco · e4 cavallo del bianco · g4 pedone del nero · a3 cavallo del nero · f3 re del nero · h3 pedone del nero · f2 pedone del bianco · f1 alfiere del bianco · h1 re del bianco | d8 donna del nero · a7 cavallo del nero · e5 alfiere del bianco · g5 pedone del nero · a4 donna del bianco · e4 cavallo del bianco · g4 pedone del nero · a3 cavallo del nero · f3 re del nero · h3 pedone del nero · f2 pedone del bianco · f1 alfiere del bianco · h1 re del bianco | d8 donna del nero · a7 cavallo del nero · e5 alfiere del bianco · g5 pedone del nero · a4 donna del bianco · e4 cavallo del bianco · g4 pedone del nero · a3 cavallo del nero · f3 re del nero · h3 pedone del nero · f2 pedone del bianco · f1 alfiere del bianco · h1 re del bianco | d8 donna del nero · a7 cavallo del nero · e5 alfiere del bianco · g5 pedone del nero · a4 donna del bianco · e4 cavallo del bianco · g4 pedone del nero · a3 cavallo del nero · f3 re del nero · h3 pedone del nero · f2 pedone del bianco · f1 alfiere del bianco · h1 re del bianco | d8 donna del nero · a7 cavallo del nero · e5 alfiere del bianco · g5 pedone del nero · a4 donna del bianco · e4 cavallo del bianco · g4 pedone del nero · a3 cavallo del nero · f3 re del nero · h3 pedone del nero · f2 pedone del bianco · f1 alfiere del bianco · h1 re del bianco | d8 donna del nero · a7 cavallo del nero · e5 alfiere del bianco · g5 pedone del nero · a4 donna del bianco · e4 cavallo del bianco · g4 pedone del nero · a3 cavallo del nero · f3 re del nero · h3 pedone del nero · f2 pedone del bianco · f1 alfiere del bianco · h1 re del bianco | 4 |
| 3 | d8 donna del nero · a7 cavallo del nero · e5 alfiere del bianco · g5 pedone del nero · a4 donna del bianco · e4 cavallo del bianco · g4 pedone del nero · a3 cavallo del nero · f3 re del nero · h3 pedone del nero · f2 pedone del bianco · f1 alfiere del bianco · h1 re del bianco | d8 donna del nero · a7 cavallo del nero · e5 alfiere del bianco · g5 pedone del nero · a4 donna del bianco · e4 cavallo del bianco · g4 pedone del nero · a3 cavallo del nero · f3 re del nero · h3 pedone del nero · f2 pedone del bianco · f1 alfiere del bianco · h1 re del bianco | d8 donna del nero · a7 cavallo del nero · e5 alfiere del bianco · g5 pedone del nero · a4 donna del bianco · e4 cavallo del bianco · g4 pedone del nero · a3 cavallo del nero · f3 re del nero · h3 pedone del nero · f2 pedone del bianco · f1 alfiere del bianco · h1 re del bianco | d8 donna del nero · a7 cavallo del nero · e5 alfiere del bianco · g5 pedone del nero · a4 donna del bianco · e4 cavallo del bianco · g4 pedone del nero · a3 cavallo del nero · f3 re del nero · h3 pedone del nero · f2 pedone del bianco · f1 alfiere del bianco · h1 re del bianco | d8 donna del nero · a7 cavallo del nero · e5 alfiere del bianco · g5 pedone del nero · a4 donna del bianco · e4 cavallo del bianco · g4 pedone del nero · a3 cavallo del nero · f3 re del nero · h3 pedone del nero · f2 pedone del bianco · f1 alfiere del bianco · h1 re del bianco | d8 donna del nero · a7 cavallo del nero · e5 alfiere del bianco · g5 pedone del nero · a4 donna del bianco · e4 cavallo del bianco · g4 pedone del nero · a3 cavallo del nero · f3 re del nero · h3 pedone del nero · f2 pedone del bianco · f1 alfiere del bianco · h1 re del bianco | d8 donna del nero · a7 cavallo del nero · e5 alfiere del bianco · g5 pedone del nero · a4 donna del bianco · e4 cavallo del bianco · g4 pedone del nero · a3 cavallo del nero · f3 re del nero · h3 pedone del nero · f2 pedone del bianco · f1 alfiere del bianco · h1 re del bianco | d8 donna del nero · a7 cavallo del nero · e5 alfiere del bianco · g5 pedone del nero · a4 donna del bianco · e4 cavallo del bianco · g4 pedone del nero · a3 cavallo del nero · f3 re del nero · h3 pedone del nero · f2 pedone del bianco · f1 alfiere del bianco · h1 re del bianco | 3 |
| 2 | d8 donna del nero · a7 cavallo del nero · e5 alfiere del bianco · g5 pedone del nero · a4 donna del bianco · e4 cavallo del bianco · g4 pedone del nero · a3 cavallo del nero · f3 re del nero · h3 pedone del nero · f2 pedone del bianco · f1 alfiere del bianco · h1 re del bianco | d8 donna del nero · a7 cavallo del nero · e5 alfiere del bianco · g5 pedone del nero · a4 donna del bianco · e4 cavallo del bianco · g4 pedone del nero · a3 cavallo del nero · f3 re del nero · h3 pedone del nero · f2 pedone del bianco · f1 alfiere del bianco · h1 re del bianco | d8 donna del nero · a7 cavallo del nero · e5 alfiere del bianco · g5 pedone del nero · a4 donna del bianco · e4 cavallo del bianco · g4 pedone del nero · a3 cavallo del nero · f3 re del nero · h3 pedone del nero · f2 pedone del bianco · f1 alfiere del bianco · h1 re del bianco | d8 donna del nero · a7 cavallo del nero · e5 alfiere del bianco · g5 pedone del nero · a4 donna del bianco · e4 cavallo del bianco · g4 pedone del nero · a3 cavallo del nero · f3 re del nero · h3 pedone del nero · f2 pedone del bianco · f1 alfiere del bianco · h1 re del bianco | d8 donna del nero · a7 cavallo del nero · e5 alfiere del bianco · g5 pedone del nero · a4 donna del bianco · e4 cavallo del bianco · g4 pedone del nero · a3 cavallo del nero · f3 re del nero · h3 pedone del nero · f2 pedone del bianco · f1 alfiere del bianco · h1 re del bianco | d8 donna del nero · a7 cavallo del nero · e5 alfiere del bianco · g5 pedone del nero · a4 donna del bianco · e4 cavallo del bianco · g4 pedone del nero · a3 cavallo del nero · f3 re del nero · h3 pedone del nero · f2 pedone del bianco · f1 alfiere del bianco · h1 re del bianco | d8 donna del nero · a7 cavallo del nero · e5 alfiere del bianco · g5 pedone del nero · a4 donna del bianco · e4 cavallo del bianco · g4 pedone del nero · a3 cavallo del nero · f3 re del nero · h3 pedone del nero · f2 pedone del bianco · f1 alfiere del bianco · h1 re del bianco | d8 donna del nero · a7 cavallo del nero · e5 alfiere del bianco · g5 pedone del nero · a4 donna del bianco · e4 cavallo del bianco · g4 pedone del nero · a3 cavallo del nero · f3 re del nero · h3 pedone del nero · f2 pedone del bianco · f1 alfiere del bianco · h1 re del bianco | 2 |
| 1 | d8 donna del nero · a7 cavallo del nero · e5 alfiere del bianco · g5 pedone del nero · a4 donna del bianco · e4 cavallo del bianco · g4 pedone del nero · a3 cavallo del nero · f3 re del nero · h3 pedone del nero · f2 pedone del bianco · f1 alfiere del bianco · h1 re del bianco | d8 donna del nero · a7 cavallo del nero · e5 alfiere del bianco · g5 pedone del nero · a4 donna del bianco · e4 cavallo del bianco · g4 pedone del nero · a3 cavallo del nero · f3 re del nero · h3 pedone del nero · f2 pedone del bianco · f1 alfiere del bianco · h1 re del bianco | d8 donna del nero · a7 cavallo del nero · e5 alfiere del bianco · g5 pedone del nero · a4 donna del bianco · e4 cavallo del bianco · g4 pedone del nero · a3 cavallo del nero · f3 re del nero · h3 pedone del nero · f2 pedone del bianco · f1 alfiere del bianco · h1 re del bianco | d8 donna del nero · a7 cavallo del nero · e5 alfiere del bianco · g5 pedone del nero · a4 donna del bianco · e4 cavallo del bianco · g4 pedone del nero · a3 cavallo del nero · f3 re del nero · h3 pedone del nero · f2 pedone del bianco · f1 alfiere del bianco · h1 re del bianco | d8 donna del nero · a7 cavallo del nero · e5 alfiere del bianco · g5 pedone del nero · a4 donna del bianco · e4 cavallo del bianco · g4 pedone del nero · a3 cavallo del nero · f3 re del nero · h3 pedone del nero · f2 pedone del bianco · f1 alfiere del bianco · h1 re del bianco | d8 donna del nero · a7 cavallo del nero · e5 alfiere del bianco · g5 pedone del nero · a4 donna del bianco · e4 cavallo del bianco · g4 pedone del nero · a3 cavallo del nero · f3 re del nero · h3 pedone del nero · f2 pedone del bianco · f1 alfiere del bianco · h1 re del bianco | d8 donna del nero · a7 cavallo del nero · e5 alfiere del bianco · g5 pedone del nero · a4 donna del bianco · e4 cavallo del bianco · g4 pedone del nero · a3 cavallo del nero · f3 re del nero · h3 pedone del nero · f2 pedone del bianco · f1 alfiere del bianco · h1 re del bianco | d8 donna del nero · a7 cavallo del nero · e5 alfiere del bianco · g5 pedone del nero · a4 donna del bianco · e4 cavallo del bianco · g4 pedone del nero · a3 cavallo del nero · f3 re del nero · h3 pedone del nero · f2 pedone del bianco · f1 alfiere del bianco · h1 re del bianco | 1 |
|   | a | b | c | d | e | f | g | h |   |

Soluzione:
1. Ag3 !  (zugzwang)
alcune varianti:

1... Cb1/b5  2. Dd4!  Dxd4  3. Cxg5#

1... h2  2. Cc3  Cc4  3. Ag2#

1... Cc6  2. Dxc6  Da5  3. Cd2#